# Rubus sectiramus
Rubus sectiramus är en rosväxtart som beskrevs av William Charles Richard Watson. Rubus sectiramus ingår i släktet rubusar, och familjen rosväxter. Inga underarter finns listade i Catalogue of Life.